# Озоки (округ)
Округ Озоки (англ. Ozaukee County) располагается в штате Висконсин, США. Официально образован в 1853 году. По состоянию на 2010 год, численность населения составляла 86 395 человек.

## География
По данным Бюро переписи США, общая площадь округа равняется 2890,443 км2, из которых 603,471 км2 суша и 2286,972 км2 или 79,100 % это водоёмы.

## Население
По данным переписи населения 2000 года в округе проживает 82 317 жителей в составе 30 857 домашних хозяйств и 23 019 семей. Плотность населения составляет 137,00 человек на км2. На территории округа насчитывается 32 034 жилых строений, при плотности застройки около 53,00-х строений на км2. Расовый состав населения: белые — 96,72 %, афроамериканцы — 0,93 %, коренные американцы (индейцы) — 0,20 %, азиаты — 1,07 %, гавайцы — 0,02 %, представители других рас — 0,34 %, представители двух или более рас — 0,73 %. Испаноязычные составляли 1,30 % населения независимо от расы.
В составе 36,00 % из общего числа домашних хозяйств проживают дети в возрасте до 18 лет, 65,60 % домашних хозяйств представляют собой супружеские пары проживающие вместе, 6,50 % домашних хозяйств представляют собой одиноких женщин без супруга, 25,40 % домашних хозяйств не имеют отношения к семьям, 21,40 % домашних хозяйств состоят из одного человека, 8,40 % домашних хозяйств состоят из престарелых (65 лет и старше), проживающих в одиночестве. Средний размер домашнего хозяйства составляет 2,61 человека, и средний размер семьи 3,07 человека.
Возрастной состав округа: 26,60 % моложе 18 лет, 6,80 % от 18 до 24, 28,00 % от 25 до 44, 25,90 % от 45 до 64 и 25,90 % от 65 и старше. Средний возраст жителя округа 39 лет. На каждые 100 женщин приходится 97,30 мужчин. На каждые 100 женщин старше 18 лет приходится 94,00 мужчин.
Средний доход на домохозяйство в округе составлял 62 745 USD, на семью — 72 547 USD. Среднестатистический заработок мужчины был 50 044 USD против 30 476 USD для женщины. Доход на душу населения составлял 31 947 USD. Около 1,70 % семей и 2,60 % общего населения находились ниже черты бедности, в том числе — 2,60 % молодежи (тех, кому ещё не исполнилось 18 лет) и 4,10 % тех, кому было уже больше 65 лет.